# Катова, Евгения
Евгения Катова, также известная как Женя Катова (англ. Zhenya Katava) — белорусская модель.

## Биография
Начала карьеру модели в 2011 году, её рост 1,78 м, имеет каштановые волосы и зелёные глаза. В 2011 году участвовала в дефиле бренда Costello Tagliapietra. В 2012 работала с Джорджо Армани .
В 2013 была моделью Тани Тейлор, Филиппа Плейна, Рэйчел Зоуи, Наима Хана и Николь Миллер.
Она 15 раз участвовала в показах Dolce & Gabbana и неоднократно участвовала в показах  Cushnie et Ochs.
и Marc Jacobs , Bottega Veneta , Moschino , Elie Saab
В 2016 стала лицом косметического магазина Sephora.
Снималась для Lookbook Dolce and Gabbana , Zac Posen , Zuhair Murad
Неоднократно участвовала в показах Intimissimi  и становилась их лицом для LookBook посвященному «дню Святого Валентина» 2019года 
В феврале 2016 года появилась на обложке «Harper’s Bazaar Serbia», сербским издании «Harper’s Bazaar», фотографом выступил Йосси Михаэли. В 2019 и 2021 году появлялась на обложках российского издания журнала «Tatler».
В 2017 году стала лицом нового парфюма  Aura (духи) от Тьери Мюглера.
Сотрудничала с брендом Pronovias и была представлена в качестве лица модного дома в 2018-2019 году.
В 2015-18 году имела отношения с Артуром Кульковым.
23 июля 2021 года вышла замуж за сына владельца торговой сети «Виталюра» Виталия Яцука. С которым находится в отношениях с 2018 года .